# Igor Djuric
Igor Djuric (* 30. August 1988 in Bellinzona) ist ein Schweizer Fussballspieler.

## Karriere
Djuric gab am letzten Spieltag der Saison 2004/05 gegen den FC Wil sein Profidebüt für die AC Bellinzona und kam in der folgenden Saison zu 15 Einsätzen in der zweithöchsten Schweizer Spielklasse. Im Sommer 2006 wechselte der mehrfache Schweizer Juniorennationalspieler zu Udinese Calcio in die italienische Serie A, blieb bei dem Klub aber bis 2008 ohne Pflichtspieleinsatz und wurde anschliessend für die Saison 2008/09 an den italienischen Drittligisten AC Arezzo verliehen, für den er in elf Partien zum Einsatz kam.
Die Hinserie der Saison 2009/10 verbrachte der Abwehrspieler auf Leihbasis beim belgischen Zweitligisten AS Eupen, blieb dort aber ohne Ligaeinsatz und kehrte daher Anfang 2010 für ein halbes Jahr zur AC Bellinzona zurück, die damals an der höchsten Schweizer Spielklasse teilnahm. Im Juni 2010 unterzeichnete er einen auf ein Jahr befristeten Vertrag beim SC Kriens. Dessen Transferrechte befanden sich weiterhin im Besitz des italienischen Erstligisten Udinese Calcio.